# WWE Live from Madison Square Garden
Live from Madison Square Garden, ook bekend als Live from MSG: Lesnar vs. Big Show, was een professioneel worstel- en WWE Network evenement dat georganiseerd werd door de Amerikaanse worstelorganisatie WWE. Het evenement vond plaats op 3 oktober 2015 en werd live uitgezonden vanuit Madison Square Garden (MSG) in New York. Dit evenement was onderdeel van Brock Lesnar's Go To Hell Tour, evenals zijn terugkeer naar MSG sinds zijn verlating van de organisatie in 2004. Tevens stond dit evenement bekend als 25-jarige jubileum van Chris Jericho's debuut in het professioneel worstelen.

## Matches
| Nr. | Match | Winnaar(s)                  | Opmerkingen                                                                                 | Bron  |
| --- | --- | --------------------------- | ------------------------------------------------------------------------------------------- | ----- |
| 1D  | Zack Ryder vs. Bo Dallas                                                                                 | Zack Ryder                  | Eén-op-één match.                                                                           | [ 2 ] |
| 2D  | Mark Henry vs. Brad Maddox                                                                               | Mark Henry                  | Eén-op-één match.                                                                           | [ 2 ] |
| 3   | Dolph Ziggler & Randy Orton vs. Rusev & Sheamus (met Summer Rae)                                         | Dolph Ziggler & Randy Orton | Tag team match                                                                              | [ 3 ] |
| 4   | Neville vs. Stardust                                                                                     | Neville                     | Eén-op-één match.                                                                           | [ 3 ] |
| 5   | Team Bella (Alicia Fox, Nikki & Brie Bella) vs. Team PCB (Becky Lynch, Charlotte & Paige)                | Team Bella                  | 6-woman tag team match.                                                                     | [ 3 ] |
| 6   | Kevin Owens (c) vs. Chris Jericho                                                                        | Kevin Owens                 | Eén-op-één match voor het WWE Intercontinental Championship.                                | [ 3 ] |
| 7   | The Dudley Boyz (Bubba Ray & D-Von Dudley) vs. The New Day (Big E & Kofi Kingston) (met Xavier Woods) (c | The Dudley Boyz             | Tag team match voor het WWE Tag Team Championship. The Dudleyz wonnen door diskwalificatie. | [ 3 ] |
| 8   | Brock Lesnar (met Paul Heyman) vs. Big Show                                                              | Brock Lesnar                | Eén-op-één match.                                                                           | [ 3 ] |
| 9   | John Cena (c) vs. Seth Rollins                                                                           | John Cena                   | Eén-op-één match voor het WWE U.S. Championship.                                            | [ 3 ] |